# Balduin al V-lea de Flandra
Balduin al V-lea de Flandra (n. 19 august 1012, Arras, communauté urbaine d'Arras⁠(d), Franța – d. 1 septembrie 1067, Lille, Franța) a fost conte de Flandra de la 1035 până la moarte.

## Preluarea domniei
Balduin a fost fiul contelui Balduin al IV-lea de Flandra. În anul 1028, el s-a căsătorit în Amiens cu Adela de Franța, fiică a regelui Robert al II-lea al Franței; la instigarea soției sale, el s-a răsculat împotriva tatălui său, însă în 1030 pace s-a reinstaurat între tată și fiu, iar Balduin al IV-lea a continuat sădomnească până la moarte, petrecută în anul 1035.

## Domnia
Balduin al V-lea a găzduit-o în 1039 pe Ema de Normandia, mama regelui Eduard Confesorul al Angliei și posesoarea unei dote extrem de generoase, pe parcursul exilului forțat al acesteia de la Bruges. El i-a oferit acesteia o pază sigură, dar și bună dispoziție, inclusiv un grup de menestreli. Orașul Bruges forfotea la acea vreme de negustori și devenise un important centru comercial, iar s-a simțit recunoscătoare cetățenilor orașului. Ea a acordat bunuri celor săraci și intrat în legătură cu abatele mănăstirii Saint Bertin, cu care s-a întâlnit la Saint-Omer.
Pe parcursul unui îndelungat război (1046–1056), Balduin a fost aliatul ducelui Godefroy "cel Bărbos" de Lorena și împotriva împăratului Henric al III-lea. La începutul conflictului, el a pierdut orașul Valenciennes în favoarea lui Herman of Hainaut. Totuși, când acesta din urmă a murit în 1051, Balduin și-a căsătorit fiul mai mare Balduin cu văduva lui Herman, Richilde de Hainaut și a aranjat astfel încât fiii acesteia din prima căsătorie să fie dezmoșteniți. Astfel, s-a pregătit terenul pentru ca Flandra să fie unită cu Comitatul Hainaut. După moartea împăratului Henric al III-lea, această căsătorie a fost pecetluită prin tratatul semnat cu Agnes de Poitou, mama și totodată regenta noului împărat minor, Henric al IV-lea.
Între anii 1060 și 1067, Balduin a fost coregent, alături de Anna de Kiev, al nepotului său prin căsătorie, regele Filip I al Franței, arătând astfel importanța politică pe care el o dobândise. Fiind și conte de Maine, Balduin l-a sprijinit pe regele Franței în multe chestiuni. Dar tot Balduin era și socrul ducelui Guillaume al III-lea de Normandia, care era căsătorit cu fiica sa, Matilda. Comitatul de Flandra a jucat un rol primordial în politica externă promovată de regele Angliei, Eduard Confesorul. Ca rege, Eduard se străduia din răsputeri să găsească un urmaș pentru tron: s-a spus că el l-ar fi trimis pe Harold Godwinsson pentru a negocia revenirea lui Eduard Exilatul al Angliei din Ungaria și, în drum spre Germania, acesta ar fi trecut și prin Flandra. Sora vitregă a lui Balduin se căsătorise cu Tostig, cel de al treilea fiu al marelui potentat Godwin de Wessex. Familia Godwinsonilor își petrecuse exilul forțat la Dublin, într-o vreme în care Guillaume al III-lea de Normandia lupta din greu pentru a-și proteja ducatul. Totuși, nu pare realist să se considere că Balduin ar fi intervenit pentru a zădărnici planurile de invadare a Angliei de către ducele Guillaume.

## Familia
Balduin a fost căsătorit cu Adelaa Franței, a doua fiica lui Robert al II-lea al Franței și a celei de a treia soție a sa, Constance de Arles.Balduin a avut cinci copii cu soția sa, Adela de Franța:
- Balduin (n. 1030-d. 1070), conte de Flandra
- Matilda (n. cca. 1031-d. 1083), căsătorită cu William al II-lea al Normandiei
- Robert (n. cca. 1033–d. 1093), conte de Flandra
- Henric de Flandra (n. cca. 1035)
- Richard de Flandra (n. cca. 1050-d. 1105)